# Lées-Athas
Lées-Athas är en kommun i departementet Pyrénées-Atlantiques i regionen Nouvelle-Aquitaine i sydvästra Frankrike. Kommunen ligger i kantonen Accous som tillhör arrondissementet Oloron-Sainte-Marie. År 2022 hade Lées-Athas 232 invånare.

## Befolkningsutveckling
Antalet invånare i kommunen Lées-Athas
| Referens: INSEE |